# Hella Unger (Bildhauerin)
Hella Unger (* 6. Jänner 1875 in Wien als Helene Unger; † 5. August 1934 ebendort) war eine österreichische Bildhauerin und Medailleurin. Bekannt war sie für Plaketten mit Kinderporträts. 

## Leben und Werk

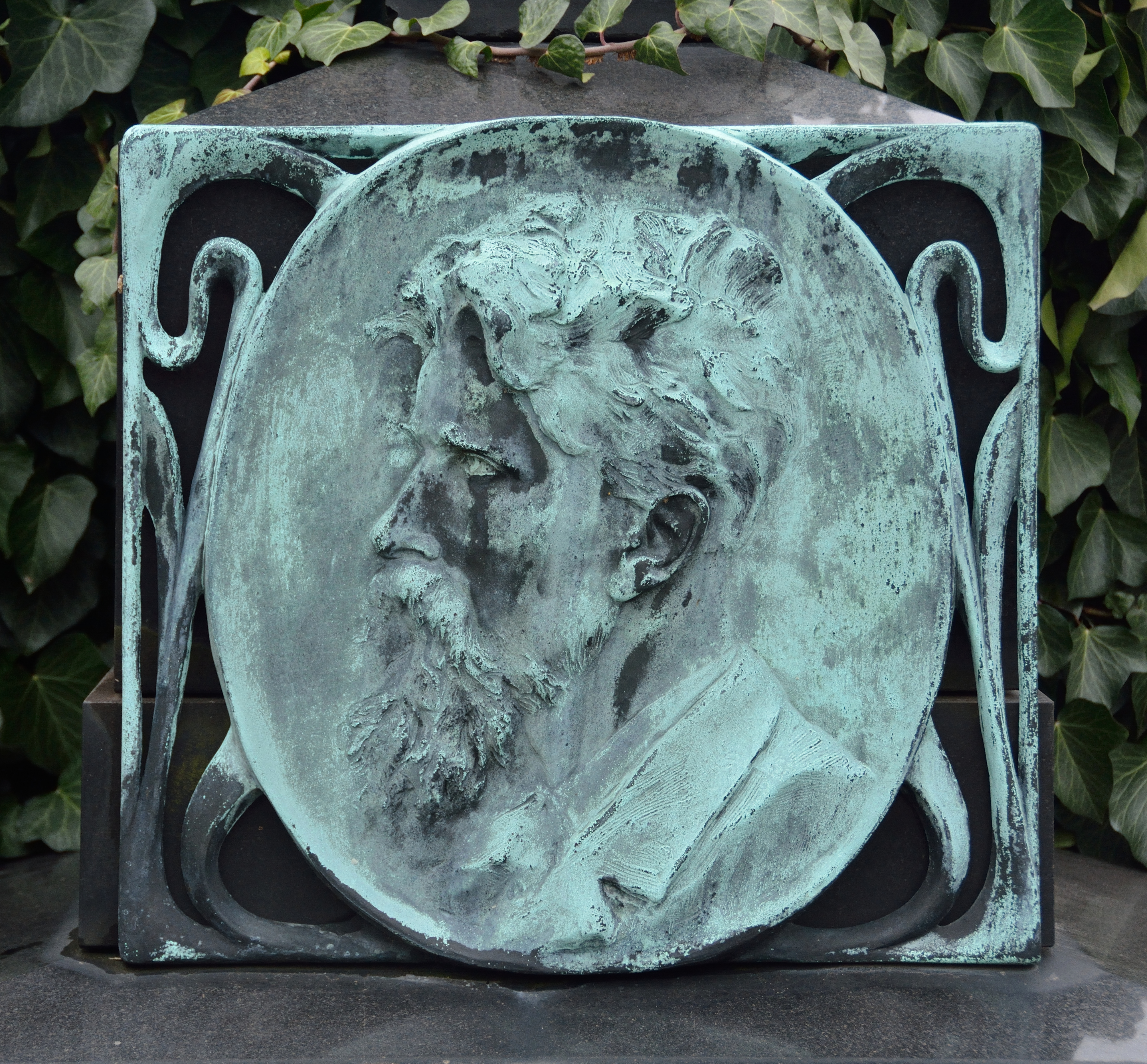
Wien, Hietzinger Friedhof, Medaillon Karl von Siegl (1900)

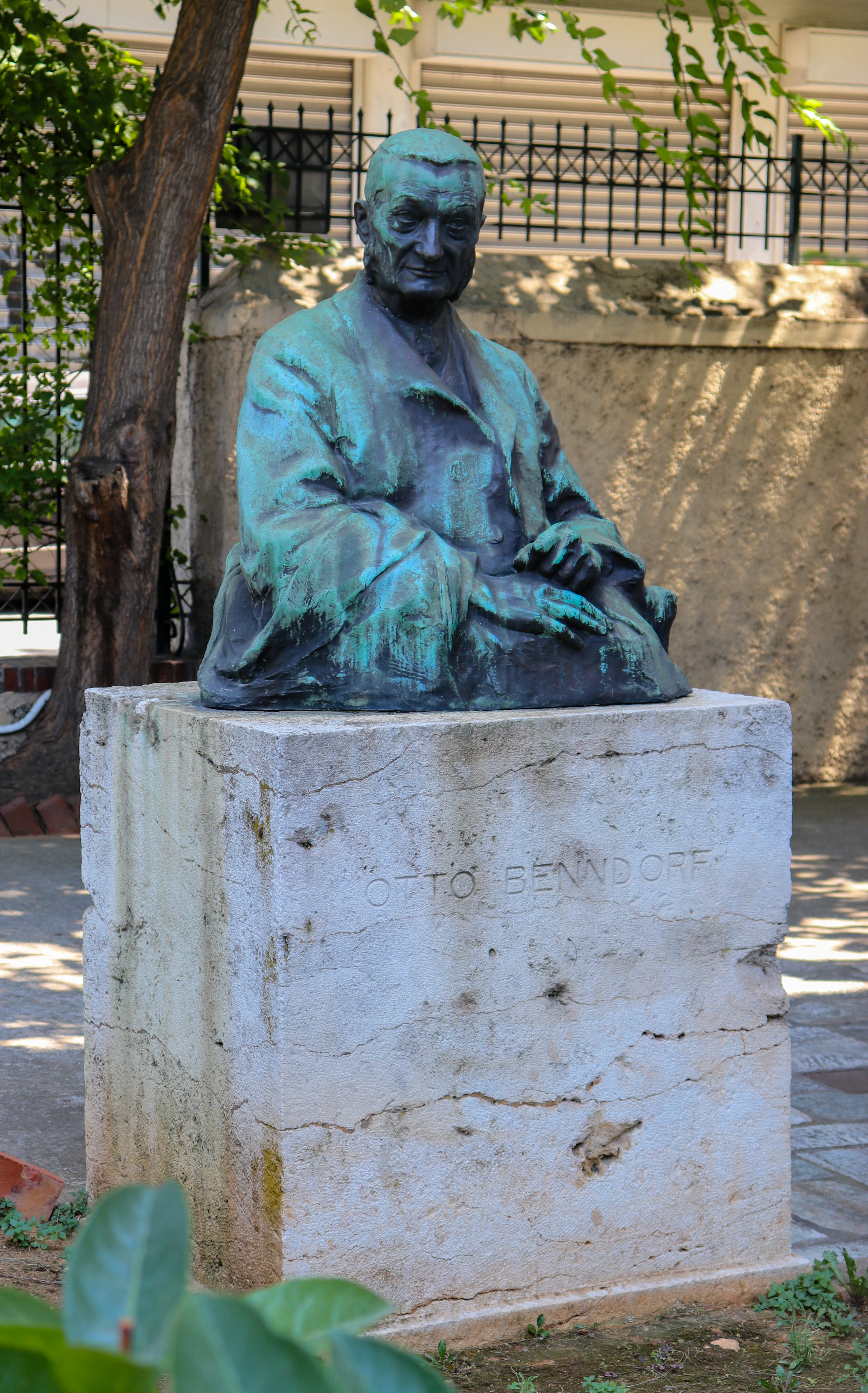
Athen, Skulptur Otto Benndorf (1908)

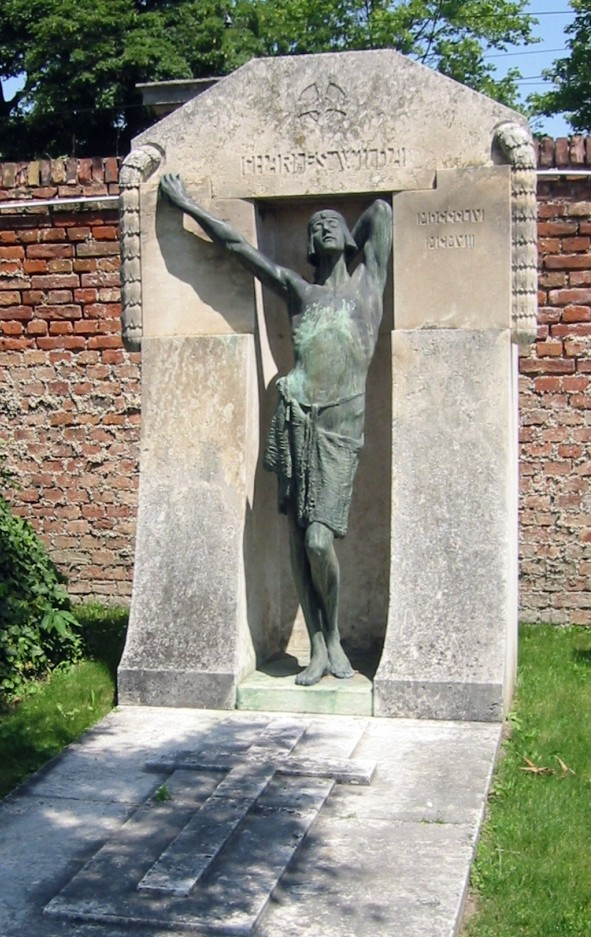
Wiener Zentralfriedhof, Grab von Charles Wilda (1909)

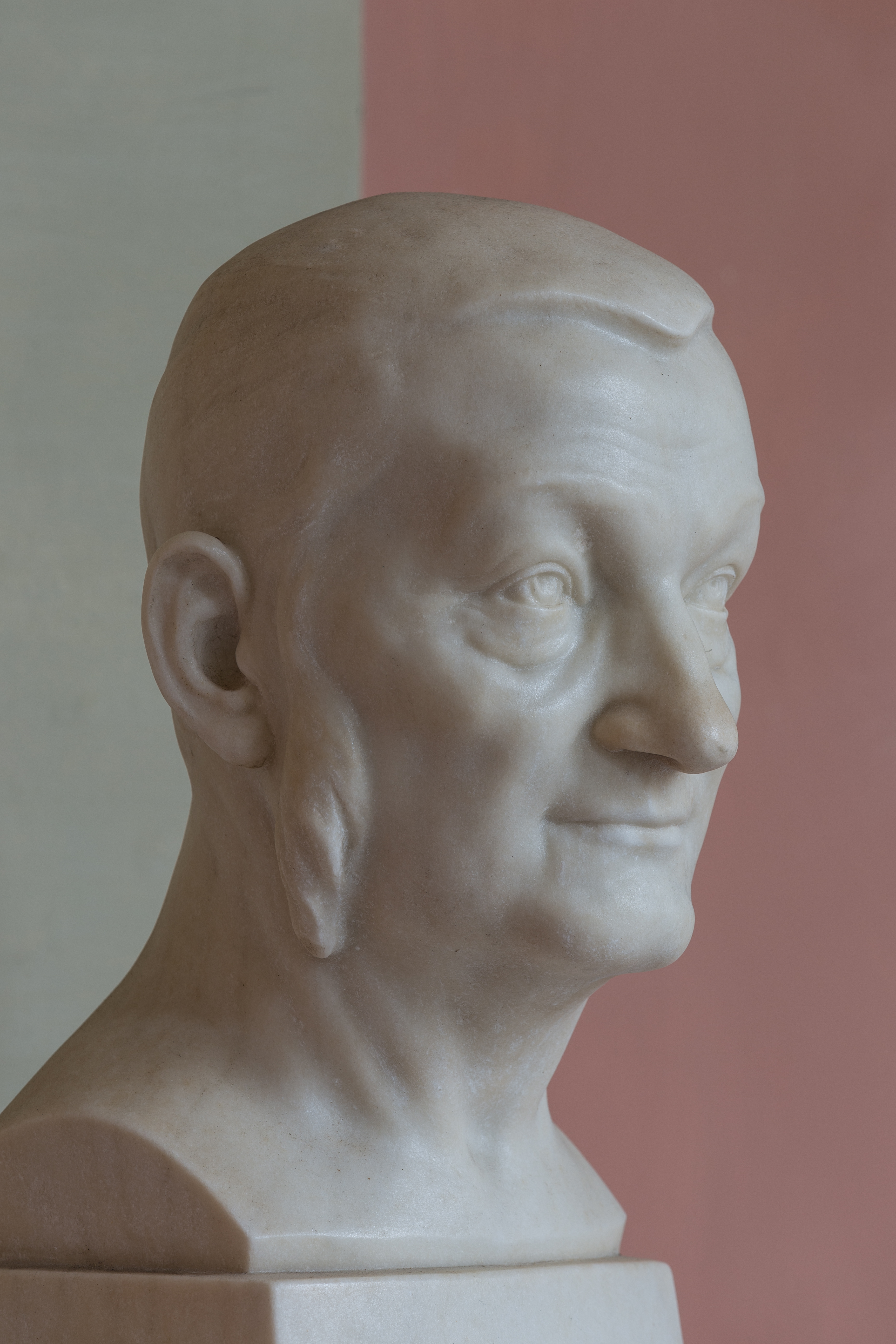
Marmorbüste Otto Benndorf im Arkadenhof der Universität Wien (1929)

Hella Unger wurde in eine Künstlerfamilie hineingeboren. Ihr Vater war der Maler und Radierer William Unger (1837–1932), die Schwester die Kunsthandwerkerin Else Unger (1873–1936) und ihre Tante die Malerin Johanna Unger (1837–1871). Wie ihre ältere Schwester studierte sie an der Wiener Kunstgewerbeschule, jedoch bei dem Bildhauer und Medailleur Stefan Schwartz.

„Von den Damen, welche diese Schule besuchen, ist Hella Unger das bedeutendste Talent. Wie ihre Schwester Else ist sie von grosser Vielseitigkeit; was sie erfindet und macht, zeigt reichen Formensinn und liebenswürdige Anmut, das Moderne liegt ihr nahe, sie geht aber immer sicher auf das aus, was auch praktisch durchführbar und in der Erscheinung gefällig ist. Das für Bakalowits von ihr entworfene Service mit ganz neuem Schliff der Gläser ist von brillantester Wirkung. Auch Hella wird wie Else dem grossen Künstlernamen des Vaters stets Ehre machen; es ist ein freundlicher Gedanke, zu sehen, wie auch künstlerisches Vermögen sich vererbt und erhält.“

Unger entwarf für die Firma E. Bakalowits Söhne. Auf der Winter-Ausstellung 1903/04 des Österreichischen Museums für Kunst und Industrie wurden Blumenvasen und Jardinièren von ihr ausgestellt. In Kooperation mit der Fa. Hacker Mor. Metallwaren entstanden Beleuchtungskörper für elektrisches Licht (Zinn, versilbert). Auf der Internationalen Wissenschaftlichen und Gewerblichen Ausstellung ‘Die Kinderwelt‘ in St. Petersburg wurden ihre Plastiken präsentiert, dort erhielt sie auch eine Silbermedaille in der Gruppe Kunst. Unger zeigte 1904 einen Blumenaufsatz für elektrisches Licht in Bronze und farbigem Glas auf der Frühjahrsausstellung des Mährischen Kunstgewerbemuseums in Brünn. In einer Ausschreibung der Österreichischen Gesellschaft zur Förderung der Medaillenkunst und Kleinplastik, die vom Bildhauer Josef Groh gewonnen wurde, erhielt sie neben Josef Tautenhayn, ihrem früheren Lehrer Stefan Schwartz, Rudolf Cizek und Johanna Mischl eine der fünf Anerkennungen.
1906 nahm die Künstlerin an am Wettbewerb zur Erlangung von Entwürfen zu Ehrenpreisen für die Herkomer-Konkurrenz teil. Ihr Entwurf mit dem Motto 48 wurde zur Ausführung angenommen. Auf der Jahresausstellung 1907 im Künstlerhaus am Karlsplatz stellte Unger den Entwurf Rast (Gips), eine Bronzeplakette Kinderporträt sowie das Porträt des Herrn Sektionschef Otto Benndorf aus. 1907 nahm sie an der Münz- und Medaillenkundeausstellung im Künstlerhaus Wien mit Plaketten teil: Silvia, Gertl, Fanno, Porträtplaketten der Kinder der Frau Marie Leibenfrost (Bronzeguss auf weißem Onyx) sowie Tochter des Herrn Louis Ruault Frappart (Silberguss auf weißem Onyx). Nach einem Wettbewerb des Verbandes Österreichischer Kunstgewerbemuseen erhielt Unger den Auftrag zur Anfertigung einer Plakette anlässlich des Regierungsjubiläums des Fürsten Johann von und zu Liechtenstein.
Hella Unger war 1910 Gründungsmitglied der Vereinigung bildender Künstlerinnen Österreichs (VBKÖ) und gehörte zeitweise zum Komitee. Auf der gemeinsamen Ausstellung der VBKÖ und der Vereinigung Bildender Künstler Österreichs Secession im November/Dezember 1910 Die Kunst der Frau zeigten die Kuratoren Werke von Künstlerinnen aus mehreren Jahrhunderten. Unger präsentierte hier vier Bronzeplaketten, ein Kinderporträt aus Marmor und eine Gipsbüste (Porträt des Professors B.). Ihre Plakette mit Kinderbildnis wurde im Bildteil des Ausstellungskataloges abgebildet. Auch über Österreich hinaus wurde die Ausstellung beachtet. The International Studio urteilte

„Hella Unger, the gifted daughter of the celebrated Prof. Unger, contributed some plaquette portraits of children, delightful in treatment and expressive of warm sympathy with child life.“

„Hella Unger, die begnadete Tochter des gefeierten Prof. Unger, steuerte einige Plaketten-Porträts von Kindern bei, die entzückend in der Behandlung sind und eine herzliche Anteilnahme am Kinderleben ausdrücken.“

Zu ihren Schülerinnen gehörte die österreichische Bildhauerin und Keramikerin Hanna (Johanna) Blaschczik.
Unger wurde auf dem Friedhof Ober St. Veit bestattet.

### Ausstellungen
- 1903/04 Winter-Ausstellung der Österreichischen Museums für Kunst und Industrie, Wien
- 1903/04 Internationale Wissenschaftliche und Gewerbliche Ausstellung Die Kinderwelt in St. Petersburg
- 1904 Frühjahrsausstellung Der gedeckte Tisch im Mährischen Kunstgewerbemuseum Brünn[15]
- 1904 Herbstausstellung im Künstlerhaus Wien[16]
- 1905 Frauen-Kunstausstellung im Mährischen Gewerbe-Museum, Brünn[17]
- 1906 Ausstellung der Kunstgewerbeschule Wien[18]
- 1907 Künstlerhaus Jahresausstellung Wien[19]
- 1908 Kaiserjubiläums-Ausstellung der Österreichischen Gesellschaft für Münz- und Medaillenkunde im Künstlerhaus Wien
- 1910 Die Kunst der Frau in der Wiener Secession
- 1911 Jubiläumsausstellung der Künstler-Genossenschaft Wien[20]

### Arbeiten (Auswahl)
- 1900 Bronzemedaillon Karl von Siegl an dessen Grab, Wien, Hietzinger Friedhof
- vor 1903 Jardinière aus Glas[21]
- vor 1904 Blumenaufsatz für elektrisches Licht in Bronze und farbigem Glas[22]
- 1906 Gips-Plastik Der Despot[23]
- 1906 Silbernes Autofahrer-Modell für einen Preis der Herkomer-Konkurrenz 1906[24]
- 1908 Plakette anlässlich des Regierungsjubiläums des Fürsten Johann von und zu Liechtenstein[10]
- vor 1908 Naturstudie[25]
- 1908 Halbfigur aus Bronze Otto Benndorf, Athen, Vorgarten des Österreichischen Archäologischen Instituts[26]
- 1909 Grabmal Charles Wilda, Wien, Zentralfriedhof
- vor 1910 Plakette Kinderkopf[27]
- 1929: Marmorbüste Otto Benndorf, Wien, Arkadenhof der Universität[28]